# Damligan 2006/2007
Damligan 2006/2007 i basket spelas 6 oktober 2006-7 mars 2007. Serien innehåller 12 lag och 22 omgångar. Lag 1-8 vidare till slutspel, där 08 Stockholm Human Rights blev svenska mästare.

## Grundserien
| Plats | Lag                       | Spelade | Vinster | Förluster | +/-       | Poäng |
| ----- | ------------------------- | ------- | ------- | --------- | --------- | ----- |
| 1     | Luleå BBK                 | 22      | 18      | 4         | 1811-1411 | 36    |
| 2     | 08 Stockholm Human Rights | 22      | 17      | 5         | 1621-1410 | 34    |
| 3     | Solna Vikings             | 22      | 16      | 6         | 1807-1446 | 32    |
| 4     | Telge Energi              | 22      | 14      | 8         | 1689-1485 | 28    |
| 5     | Norrköping Dolphins       | 22      | 12      | 10        | 1528-1531 | 24    |
| 6     | Jämtland Basket           | 22      | 12      | 10        | 1567-1524 | 24    |
| 7     | Marbo Basket              | 22      | 11      | 11        | 1545-1655 | 22    |
| 8     | Visby Ladies              | 22      | 10      | 12        | 1457-1534 | 20    |
| 8     | Sundsvall Saints          | 22      | 10      | 12        | 1615-1769 | 20    |
| 10    | Brahe Basket              | 22      | 5       | 17        | 1291-1529 | 10    |
| 11    | Umeå Comets               | 22      | 5       | 17        | 1461-1689 | 10    |
| 12    | Eskilstuna Basket         | 22      | 2       | 20        | 1467-1876 | 4     |

## SM-slutspelet 2007
Samtliga steg spelades i bäst av fem matcher, med kvartsfinaler 12-21 mars, semifianler 26 mars-4 april och finaler 9-18 april.

### Kvartsfinaler
- Luleå BBK-Visby Ladies Basket Club 3-0
- Telge Energi-Norrköping Dolphins 3-0
- 08 Stockholm Human Rights-Marbo Basket 3-0
- Solna Vikings-Jämtland Basket 3-0

### Semifinaler
- Luleå BBK-Telge Energi 3-0
- 08 Stockholm Human Rights-Solna Vikings 3-0

### Finaler
- Luleå BBK-08 Stockholm Human Rights 0-3

08 Stockholm Human Rights svenska mästare säsongen 2006/2007.

## Inget kvalspel
Inget kvalspel till Damligan 2007/2008 tillämpas då inget av lagen i serien under hade några ambitioner på att ta sig upp.